# Vysoká (Sabinov)
Vysoká es un municipio del distrito de Sabinov en la región de Prešov, Eslovaquia, con una población estimada a final del año 2024 de 115 habitantes.
Se encuentra ubicado en el centro-oeste de la región, en el valle del río Torysa (cuenca hidrográfica del río Tisza).

## Demografía
| Año        | 1994 | 2004     | 2014     | 2024     |
| ---------- | ---- | -------- | -------- | -------- |
| Población  | 177  | 150      | 134      | 115      |
| Diferencia |      | −15,25 % | −10,66 % | −14,17 % |

| Año        | 2023 | 2024    |
| ---------- | ---- | ------- |
| Población  | 117  | 115     |
| Diferencia |      | −1,70 % |